# رامون مويا
رامون مويا (بالإسبانية: Ramón Moya) هو مدرب كرة قدم ولاعب كرة قدم إسباني في مركز الدفاع، ولد في 2 مارس 1956 في Castellnou de Seana ‏ في إسبانيا. لعب مع نادي سان أندرو.